# 法兰西堡区
法兰西堡区是马提尼克（法国海外省）所辖的一个区。总面积171平方公里，总人口166139，人口密度972人/平方公里（1999年）。主要城镇为法兰西堡。

## 辖区
法兰西堡区辖有16个县,共有4个市镇。